# 伍蕃
伍蕃（1890年－1959年），字少裴，中華民國將領，善書法。顺德人。广东黄埔陆军小学堂第二期，南京陆军第四中学，（1914年）保定陆军军官学校第二期骑兵科毕业，历任国民革命军第七军第五旅参谋长。1927年底，任第十五軍第三師（後改稱第五十二師）參謀長。广西省保安处长。1929年11月任广西省政府委员，广西省保安司令部中将司令。1932年任第四集团军总司令部高级参议，第五师中将师长。1936年（民25年）二月授陆军少将。抗日战争時，任第四战区军官训练团副教育长，第七战区挺进第三纵队司令。 1946年2月退役。

## 第四路軍
1936年秋，廣東還政中央，余漢謀任第四路軍總司令。繆培南將軍為參謀長，「七七」抗戰後繆兼廣州警備司令。「七七」全面抗日戰爭爆發，兩廣成立第四戰區，以張向公為司令長官，余漢謀為副長官，戰區以第十二集團軍余漢謀部守北江，第九集團吳奇偉部守東江，第三十五集團鄧龍光部守西江，南區以第十六集團軍夏威部負責。其後戰局轉移至桂南，四戰區部移桂，廣東方面乃成立第七戰區，以余漢謀為司令長官。

## 第七戰區
廣東淪陷後，臨時省會在曲江，伍蕃時任廣東綏靖公署軍務處長而廣州市公安局偵緝隊長為陳植雲，一九四一年，在曲江顺德韶旅同乡会内成立“顺德青云儿童教养院，周之贞任院长，廖平子任副院，伍蕃任校董，先后抢救沦陷区的难童八百余人。
第七战区成立挺进第三纵队（简称挺三），运用游击战在敌后活动，配合国军作战。活动地区包括中山、顺德、鹤山、新会等地。挺三直属於第七战区司令长官部，配属於六十四军。挺三的司令部下设参谋室、副官室、军需室、无线电台、有线电通讯队，中山指挥所、顺德指挥所。
戰時，在貴州省中部的息烽設有國民黨部及軍官訓練學校並有集中營。